# Macropodia longirostris
Macropodia longirostris är en kräftdjursart som först beskrevs av Fabricius 1775.  Macropodia longirostris ingår i släktet Macropodia och familjen maskeringskrabbor. Inga underarter finns listade i Catalogue of Life.